# Neodexiopsis hilaris
Neodexiopsis hilaris är en tvåvingeart som först beskrevs av Huckett 1966.  Neodexiopsis hilaris ingår i släktet Neodexiopsis och familjen husflugor. Inga underarter finns listade i Catalogue of Life.